# La Chapelle-Moutils
La Chapelle-Moutils település Franciaországban, Seine-et-Marne megyében. Lakosainak száma 405 fő (2022. január 1.). La Chapelle-Moutils Saint-Barthélemy, Saint-Martin-des-Champs, Saint-Martin-du-Boschet, Sancy-lès-Provins, Villeneuve-la-Lionne, Lescherolles és Meilleray községekkel határos.

## Népesség
A település népességének változása:
| Lakosok száma | 425  | 434  | 444  | 443  | 443  | 449  | 434  | 420  | 405  |
|               | 2013 | 2015 | 2016 | 2017 | 2018 | 2019 | 2020 | 2021 | 2022 |